# 昆仑山脉
昆仑山脉（維吾爾語：قۇرۇم تېغى‎，拉丁维文：Qurum Teghi；藏語：ཁུ་ནུ་རི་རྒྱུད，威利转写：khu nu ri rgyud，藏语拼音：Kunu Ri'gyü）西起帕米尔高原东部，东到柴达木河上游谷地，于东经97°至99°处与巴颜喀拉山脉和阿尼玛卿山（积石山）相接，北邻塔里木盆地与柴达木盆地，是横贯中国西部地区的高大山脉，为羌塘高原的一部分，在中国文化中被尊称为“万山之祖”。
昆仑山脉东西长约2,500公里，宽南北130至200公里，平均海拔4000米，西窄东宽，总面积达60多万平方公里。一般认为最高峰是位於新疆维吾尔自治区和西藏自治区交界处的昆仑女神峰（7167米）最高。如将东帕米尔高原视为喀喇昆仑山的一部分，则公格尔峰（7649米）最高。昆仑火山群是周邊山區、高原上罕見的火山山區，有超過70座火山坐落於此，其中木吉火山海拔高達5808公尺（35°30′N 80°12′E / 35.5°N 80.2°E），但因其位於高原上，因此實際上火山錐實體僅高於周邊高原約300公尺（僅海拔的5％），但若僅考量絕對高度（海拔）而不考量相對高度而言，該山為亞洲、中國第一高、東半球第二高的火山（僅次於吉力馬扎羅山），也是七大洲最高火山之一，與伊朗的德馬峰並論，最後一次爆發時間為1951年5月27日。
山脉名称来源于中国神话中的神山——昆仑山，随着中国地理学的发展，至清代，两者视同一体。19世纪时，俄国探险家普热瓦利斯基在地图上开始使用昆仑山脉这一名称。

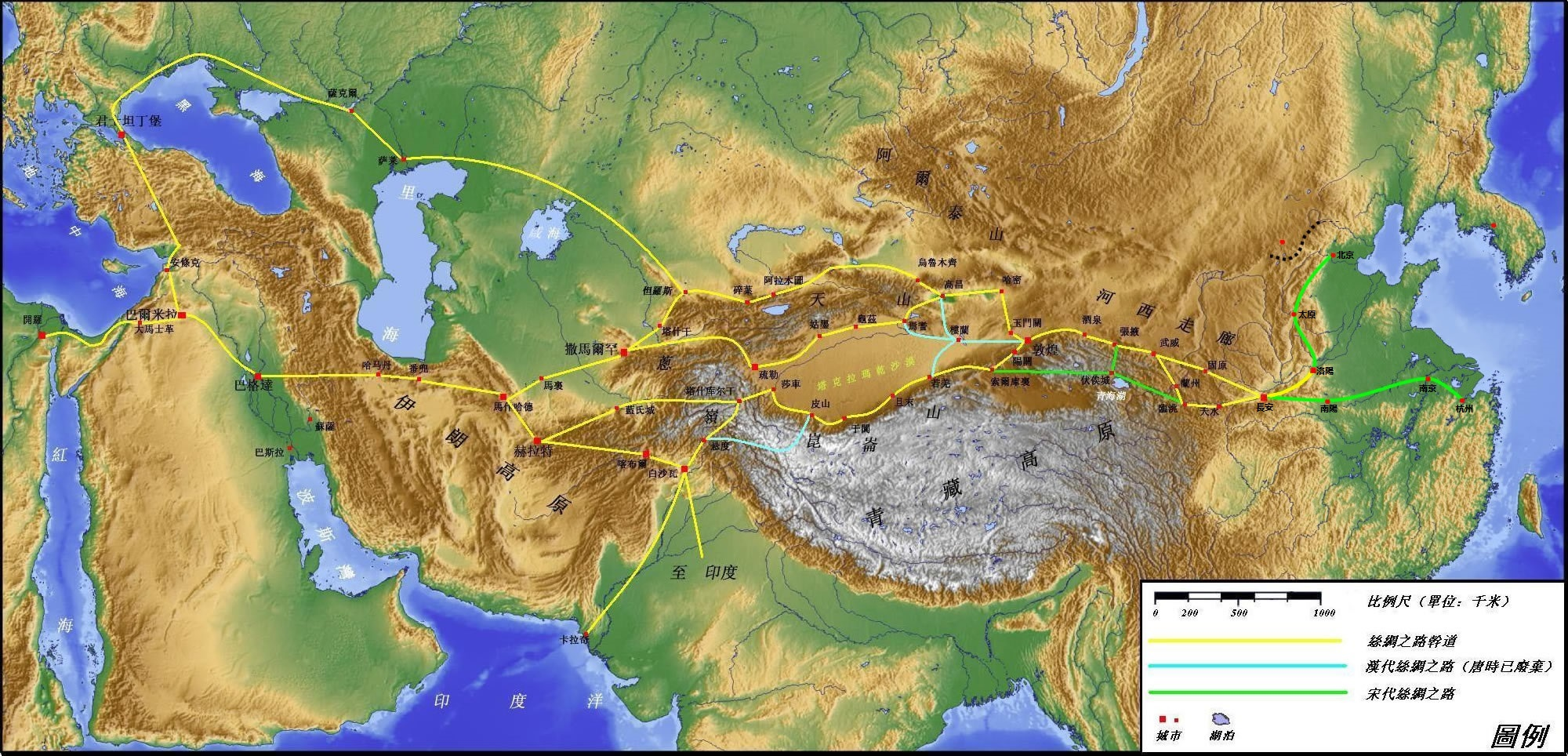
昆仑山脉位置圖

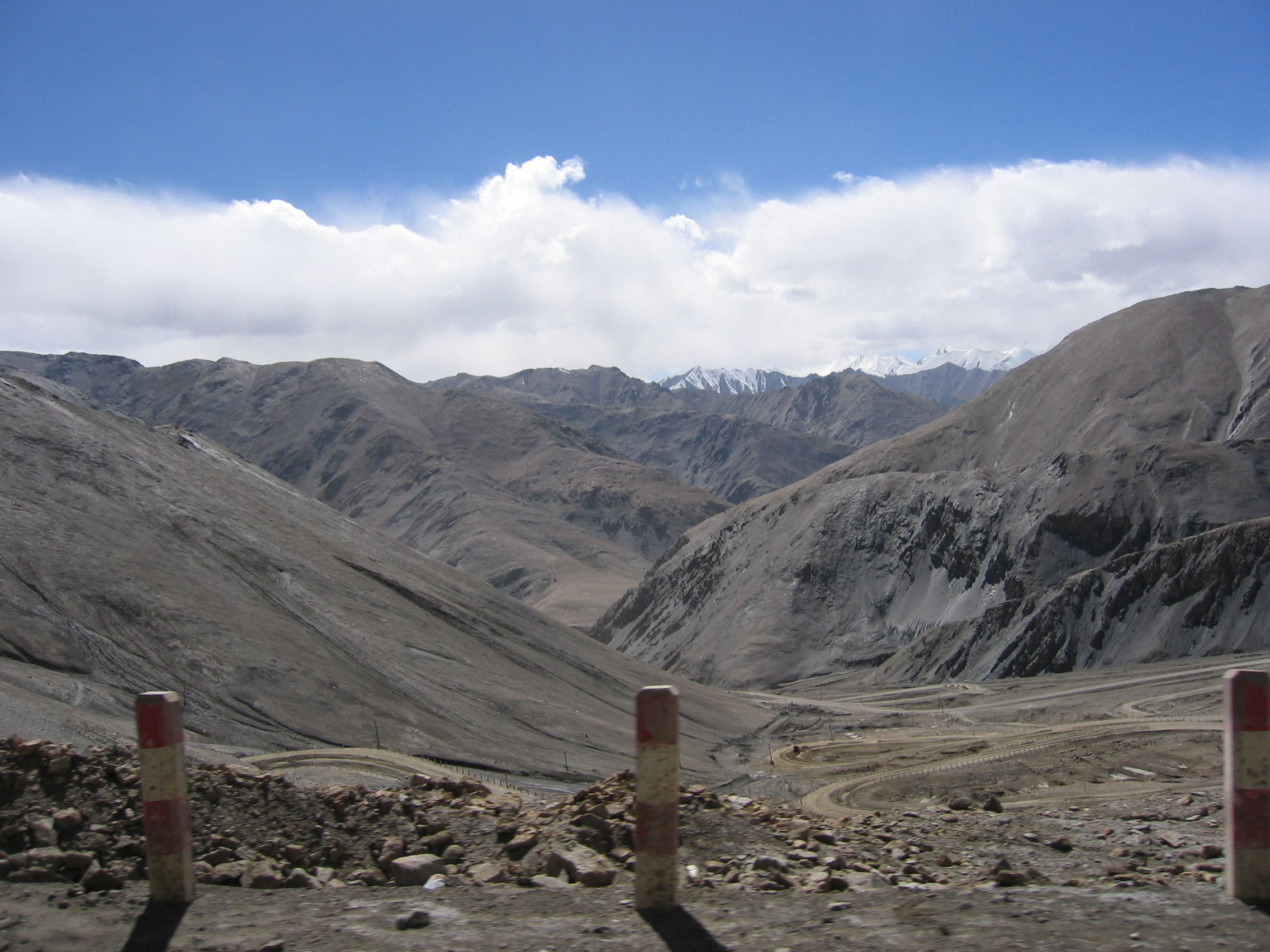
由新藏公路黑卡达坂望向西崑崙山脈

## 地势
崑崙山脉西高东低，按地势分西、中、东3段。
- 西昆仑山脉位于帕米尔高原的东缘，北起中国、吉尔吉斯斯坦、塔吉克斯坦交界处的外阿莱山脉。西北-东南走向至克里雅山口与中昆仑山脉分界。位于西昆仑山海拔在7000米以上的山峰有3座，6000米以上的山峰有7座，平均海拔为5500～6000米。公格尔峰海拔7649米，公格尔九别峰海拔7530米，慕士塔格峰7509米。昆仑山脉西侧与之平行的喀喇昆仑山脉更为高大雄峻，二者之间为海拔3100～3900米塔什库尔干谷地与叶尔羌河谷。
- 中昆仑山脉西起克里雅山口与西昆仑山脉分界，东至车尔臣河九个大坂山与东昆仑山与阿尔金山脉相接。即东经77°～86°。主脉东西向向南略呈弧形。中昆仑山海拔6000米以上的山峰有8座，平均海拔5000～5500米。
- 东昆仑山脉从喀拉米兰山口自西向东略呈扇形展开，分为3支：
  - 北支祁漫塔格山，其南隔以阿牙克库木盆地；东延为唐松乌拉山、布尔汗布达山；
  - 中支阿尔格山，东延为博卡雷克塔格、唐格乌拉山与布青山，与阿尼玛卿山相接；
  - 南支可可西里山，与巴颜喀拉山相接。

克里雅山口位于昆仑山的西段与中段的山势走向转折点，西昆仑山自帕米尔高原自西北向东南迤逦而来，在克里雅山口转折为自西向东走势的中昆仑山。克里雅山口西侧的高峰昆仑女神峰(Kunlun Goddess Mt.)，海拔7167米，谷歌地球上的坐标是北纬35度18分51.03秒，东经80度55分00.55秒，是和田地区玉龙喀什河的源头。如果把更高的公格尔山与慕士塔格山算作帕米尔高山群，而把昆仑女神峰视作昆仑山的最高峰。 
昆仑山克里雅山口西北方向一片辽阔的阿什库勒盆地(即乌鲁克高原盆地)无人区，平均海拔4700余米，面积约740平方公里。盆地内的阿什库勒火山群的14座火山，熔岩面积达180平方公里，其中一号火山是中国大陆最年轻的火山，海拔4921米，相对高度150米，坐标为北纬35度41分50.09秒，东经81度34分38.45。1951年5月27日上午9时50分曾经火山爆炸式喷发，无熔岩溢出。
中昆仑山、东昆仑山和阿尔金山的分界，是喀拉米兰山口与车尔臣河谷。阿尔金山以元古代地层为主，而昆仑山以晚古生代为主。从地质图上看阿尔金山颜色要比东昆仑山颜色暗很多，二者的界限是阿尔金断裂带。

## 山峰

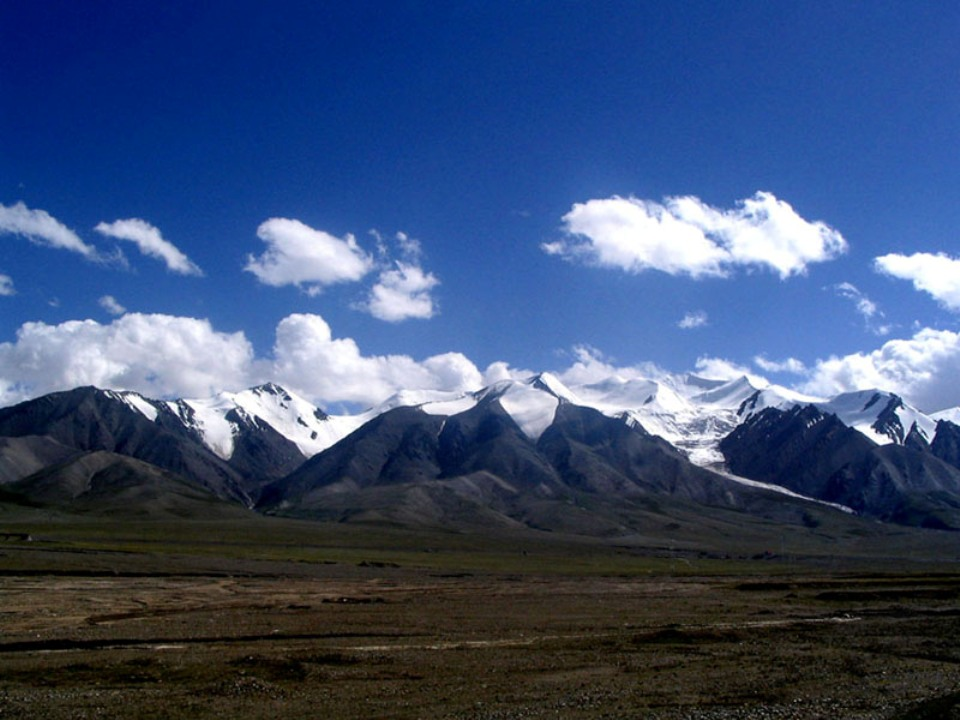

- 公格尔峰（7649米）
- 慕士塔格峰（7509米）
- 公格尔九别峰（7530米）
- 崑崙女神峰（7167米）[4][5]
- 木孜塔格峰（6973米）
- 布喀达坂峰（6860米）
- 慕士山（6638米）
- 玉珠峰（6178米）

## 河流
- 叶尔羌河
- 塔里木河
- 喀拉喀什河
- 玉龙喀什河
- 克里雅河
- 尼雅河
- 安迪尔河
- 车尔臣河
- 那仁郭勒河
- 乌图美仁河
- 格尔木河
- 柴达木河
- 黄河

## 地质
崑崙山脉与塔里木盆地和柴达木盆地间均以深大断裂相隔。属南亚陆间区与中轴大陆区交界的北缘。崑崙山地区以前震旦系为基底；经过古生代海域下沉及华力西运动褶皱上升，构成崑崙中轴和山脉中脊；经过中生代燕山运动构成主脊两侧4000米以上的山体。
昆仑山脉的新构造运动极其强烈，晚第三纪以来上升大约4000～5000米；叶尔羌拗陷中的砾石层厚度2500余米，河谷高阶地上则分布有第四纪火山凝灰岩和火山角砾岩。克里雅河与安迪尔河的上游均保存有中更新世玄武岩流与火山口，1951年在于田县境昆仑山中的卡尔达西火山群的一号火山曾爆发，并伴有火山泥石流。东部昆仑山第四纪以来上升了2800余米，其相关沉积物在柴达木盆地中的埋藏深度达2800米。昆仑山的新构造运动具间歇性，叶尔羌河、喀拉喀什河、尼雅河均形成4～5级阶地；各河出山口形成4～5级叠置的洪积扇。

## 氣候
崑崙山北坡屬暖溫帶塔里木荒漠和柴達木荒漠，降水量小；隨著海拔的增高，暖溫帶荒漠過渡為高山荒漠，降水量隨之增加。雪線在海拔5600米至5900米，雪線以上為終年不化的冰川，冰川面積達到3000平方公里以上，是中國的大冰川區之一，冰川溶水是幾條大河的源頭。
昆侖山几乎完全不受印度洋和太平洋季风的影响。相反，其却处于大陆气团的持续影响之下，引起年气温和日气温的巨大波动。山系中段最干燥，而西部和东部的气候稍微缓和。年降水量在山麓不足50毫米，在高海拔区约为102～127毫米，在帕米尔高原附近，年降水量增加到457毫米。在山北麓与塔里木盆地交界處，7月平均气温是25～28℃，在1月不低于-9℃；然而在山南麓的西藏阿里，7月平均温度低于10℃，在冬季则常降至-35℃或更低。

## 生態資源
崑崙山区有100多种高等植物，但一般都是低矮的灌木类。野生动物都是高原特有的如藏羚羊、野牦牛、野驴等。许多地区有岩石沙漠构成。偶见的死水塘为诸如藏羚羊和藏岩羚羊以及大群野驴和成群的野犛牛等数种野生有蹄动物提供水草。在较为潮润的西部山脉，大角野羊在高处的草原吃草。青绵羊、拉达克东方盘羊及高地山羊零星分布于整个西部山区上部的岩石上。水道附近的柳丛常有棕熊，藏狼为当地特有，但雪豹极为罕见。许多候水鸟在季节迁徙中常出没此处的湖泊。
新疆和田的崑崙山麓出产最高质美玉——和田玉，从古代起就是中原地区玉石主要来源，因此《千字文》提到“玉出崑岗”。

## 文化形象
昆仑山是中国神话中最重要的神山。最早《禹贡》即记有昆仑，《山海经·海内西经》描述说：“海内昆仑之虚，在西北、帝下之都。昆仑之虚，方八百里，高万仞。上有木禾，长五寻，大五围。面有九井，以玉为槛。面有九门，门有开明善守之，百神之所在。”《淮南子》认为：“昆仑之丘，或上倍之，是谓凉风之山，登之而不死；或上倍之，是谓悬圃，登之乃灵，能使风雨；或上倍之，乃维上天，登之乃神，是谓太帝之居。”干寶《搜神記》卷十三云：「崑崙之墟，……其外絕以弱水之深，又環以炎火之山。山上有鳥獸草木，皆生育滋長於炎火之中，故有火浣布。」王嘉《拾遺記》卷十云：「崑崙山有昆陵之地，其高出日月之上。山有九層，每層相去萬里。有雲氣，從下望之，如城闕之象。」
《史记．大宛传》中记载：“汉使穷河源，河源出于寘，其山多玉石，采来，天子案古图书，名河所出山曰崑崙云”。蔡元定《发微论》：“凡山皆祖昆仑，分枝分脉，愈繁愈细，此万殊而一本也。”陶公《提脉赋》亦云：“大致察脉起自昆仑”。崔鸿在《十六国春秋》中，称昆仑山为“海上之诸山之祖”、“天下名山僧占多”。《古今图书集成》载：“西王母所居宫阙，在龟山春山西那之都，昆仑之圃，阆风之苑。有城千里，玉楼十二，琼华之阙，光碧之堂，九层元室，紫翠丹房；左带瑶池，右环翠水。其山之下，弱水九重，洪涛万丈，非飙车羽轮，不可到也。”
《史记》记载“禹兴于西羌”。《山海经》详尽描述了神话中的昆仑山与西王母，华夏族从西北之高原，迁向中原，再到沿海。《穆天子传》记载：穆天子见西王母于昆仑丘；穆天子至群玉之山，天下高山尽收眼里（通说为帕米尔高原）。昆仑崇拜自古以来都是中国至高崇拜，汉人的玉石崇拜也是因为昆仑产玉，玉石在汉文化中成为高贵血统的标示。
有一種說法認為由於崑崙山脈高聳挺拔，為古代中國和西部之間的天然屏障，所以被古代中國人當作世界邊緣，加上其終年積雪令中國古代以白色象徵西方。

## 延伸阅读
[在维基数据编辑]
 《欽定古今圖書集成·方輿彙編·山川典·崑崙山部》，出自陈梦雷《古今圖書集成》